# Calliostoma emmanueli
Calliostoma emmanueli is een slakkensoort uit de familie van de Calliostomatidae. De wetenschappelijke naam van de soort is voor het eerst geldig gepubliceerd in 2000 door Claude Vilvens.
De soort werd bij Balicasag, een klein eiland nabij Bohol in de Filipijnen, verzameld door Emmanuel Guillot de Suduiraut, naar wie de soort is genoemd.